# ノルウェーのビール
ノルウェーのビールでは、ノルウェーで製造されるビールの概要について記す。
なお、ノルウェー語でビールは「Øl（ウル）」と呼ばれている。

## 歴史
10世紀頃に北欧の古詩を集めて作られた『ハヴァマール』には、エールと蜂蜜酒を醸造していたことが判る記述もあり、ノルウェーにおけるビールの歴史は古い。
900年頃には、農民にはクリスマス（ユール）にクリスマスビール（ユールウル）を醸造することが義務化されており、違反した者は教会から厳しい罰則が科せられた。
1500年代に蒸留酒がノルウェー国内に伝わり、1800年代半ばまでにはノルウェー国民は依存症と呼べるようなレベルまで酒の消費が増え、犯罪率も増加するなど、大きな社会問題に発展した。その結果、1917年には蒸留酒、ワイン、ビールを含む禁酒令が施行された。この禁酒令は、1926年の国民投票によって翌1927年に廃止されたが、ノルウェー国民にコーヒー好きという嗜好を根付かせることになった。なお、禁酒令廃止後も、禁酒令ほどではないが、酒類への厳しい規制は続いている。

## ノルウェーでのビール販売
1975年に定められた規制によって、ビールを含むアルコール類の商業広告をノルウェー国内で行うことは一切禁止されている。ノルウェー国内の醸造業社も、企業の公式サイトでノルウェー語による商業的な運営が禁止されているため、ノルウェー国外のドメインを使用し、英語を用いたウェブサイトが一般的となっている。
スーパーや飲食店では販売可能な酒類のアルコール度数による規制があり、アルコール度数の高い酒類は国営の専売公社でのみ販売が許可されている。また、販売可能な時間の規制もあり、平日の夜間、日曜日、祝祭日、指定された祭りの日や選挙の開催日は酒類の販売が行えない（レストランやバーなど、店で飲む分には販売可能）。

## ノルウェーのビールの銘柄
リングネス
ノルウェー最大規模のビールブランド。1876年創業。2004年にデンマークのカールスバーグ傘下となる。
トップシェアを誇るビールブランドのひとつ。
デンマークからの輸入ビールとなるツボルグやカールスバーグも人気が高い。
ノルウェーでもマイクロブルワリーが醸造する地ビールの人気は年々高まっており、ハーンブリッゲリーエ、エーギルブリッゲリー、ヌグネ・エウなどが代表的である。

### ノンアルコールビール
ノルウェーでもノンアルコールビール（ノルウェー語: Alkoholfritt øl）が販売されている。ノルウェーの法律では、アルコール度数が0.7%未満ならば、ノンアルコールを名乗っても良いことになっているため、ノンアルコールビールと表記されている飲料でも多量に飲むと酔うこともある。
アルコールがまったく含まれない飲料には、vørterølと記載されている。

## その他
- ヌグネ・エウでは日本酒「裸島（はだかじま）」も製造している[6]。
- ノルウェー北部のトロムソにあるマックブリッゲリー（英語版）のブルワリーは、「世界最北のブルワリー」として知られる[6]。